# Монтеверде (теленовела)
Монтеверде (на испански: Monteverde) е мексиканска теленовела, режисирана от Хорхе Роблес и Ектор Маркес и продуцирана от Лусеро Суарес за ТелевисаУнивисион през 2025 г. Версията, написана от Лусеро Суарес и Химена Меродио, е базирана на чилийската теленовела от 2018 г. Райски остров, създадена от Алехандро Кабрера.
В главните роли са Африка Савала и Габриел Сото, а в отрицателните – Синтия Клитбо, Ана Патрисия Рохо, Артуро Кармона, Полет Ернандес и Марсело Кордоба.

## Сюжет
Монтеверде е тих и живописен град, населяван от мъже, където времето сякаш е спряло; обаче под мирната му фасада се крият тайни и конфликти, които, когато бъдат разкрити, завинаги ще преобразят живота на жителите му.
Историята започва, когато Каролина Роблес, съпруга и майка, отдадена на семейството си, е принудена да избяга, след като е обвинена в измама от корумпирания си съпруг Карлос Рохас, която той е извършил. Не знаейки къде да отиде, тя се обръща за помощ към своята близначка Селесте, монахиня, отдадена на религията си. Селесте е на път да изпълни мисия заедно с отец Габриел в Монтеверде, наречена „Операция Генезис“, проект, целящ да съживи града, което обяснява пристигането на автобус, пълен с жени. Така Каролина, която е приела самоличността на Селесте, пристига в Монтеверде, за да се укрие при сина си Андрес и бавачката му Хуанита, която е придружила Каролина по време на пътуването.
Каролина се опитва да остане скрита, но всичко се усложнява, когато среща Оскар Леон, мъж, белязан от изоставянето на съпругата си Ева. Въпреки че Оскар се опитва да се дистанцира, той в крайна сметка се влюбва в Каролина. Връзката им обаче е изправена пред сериозни предизвикателства: тайната за истинската самоличност на Каролина, причините, поради които е дошла в Монтеверде, и решението ѝ да се представи за монахиня. Най-лошото е, че съпругът ѝ Карлос няма да се успокои, докато не я намери, застрашавайки всичко, което тя е изградила.
„Операция Генезис“ отваря вратата към други любовни истории, като тази на Хуан Давид и Анхелина, Франко и Лусия, както и на Лукас и Росалия.

## Актьори
- Африка Савала – Каролина Роблес / Селесте
- Габриел Сото – Оскар Леон
- Синтия Клитбо – Глория Домингес
- Алехандро Ибара – Отец Габриел Фариас
- Ана Патрисия Рохо – Ева
- Марио Моран – Франко Леон
- Артуро Кармона – Нестор Серано
- Марсело Кордоба – Карлос Рохас
- Химена Мартинес – Хуана Ортега
- Фернанда Урдапиета – Лусия Коен
- Мария Алисия Делгадо – Игуменка Густава Рио Секо
- Полет Ернандес – Хулиета Торес
- Оскар Бонфилио – Мануел Торо
- Алдо Гера – Хуан Давид Фариас
- Кристиан Рамос – Уго Торо
- Арчи Баларди – Каркамо
- Ара Сардивар – Росалия Гайегос
- Фернанда Бернал – Паулина
- Клаудия Акоста – Дорис
- Марсела Гусман – Тринидад
- Ана Карен Пара – Анхелина Саласар
- Мануел Ригеса – Лукас Бандини
- Родриго Алварес – Мойсес Леон
- Матио Хуниел Гарсия – Андрес Рохас Роблес

## Премиера
Премиерата на Монтеверде е на 16 юни 2025 г. по Las Estrellas.
| Година | Излъчване        | Брой епизоди | Премиера    | Премиера            | Финал | Финал               |
| Година | Излъчване        | Брой епизоди | Дата        | Рейтинг (в милиони) | Дата  | Рейтинг (в милиони) |
| ------ | ---------------- | ------------ | ----------- | ------------------- | ----- | ------------------- |
| 2025   | понеделник-петък |              | 16 юни 2025 | 5.01                |       |                     |

## Продукция
През януари 2025 г. Габриел Сото съобщава, че е избран за роля в теленовелата Монтеверде и е проведено първото четене на сценария На 13 февруари 2025 г. Африка Савала е обявена за главната роля. Записите на теленовелата започват на 26 февруари 2025 г., като останалата част от актьорския състав също е обявена.

## Версии
- Райски остров, оригинална история, чилийска теленовела от 2018 – 2019 г., продуцирана от Даниела Демичели за Мега, с участието на Паола Волпато, Франсиско Мело и Андрес Веласко.